# Titidius rubrosignatus
Titidius rubrosignatus là một loài nhện trong họ Thomisidae.
Loài này thuộc chi Titidius. Titidius rubrosignatus được Eugen von Keyserling miêu tả năm 1880.